# 786 هـ
786 هـ هي سنة في التقويم الهجري امتدت مقابلةً في التقويم الميلادي بين سنتي 1384 و1385.

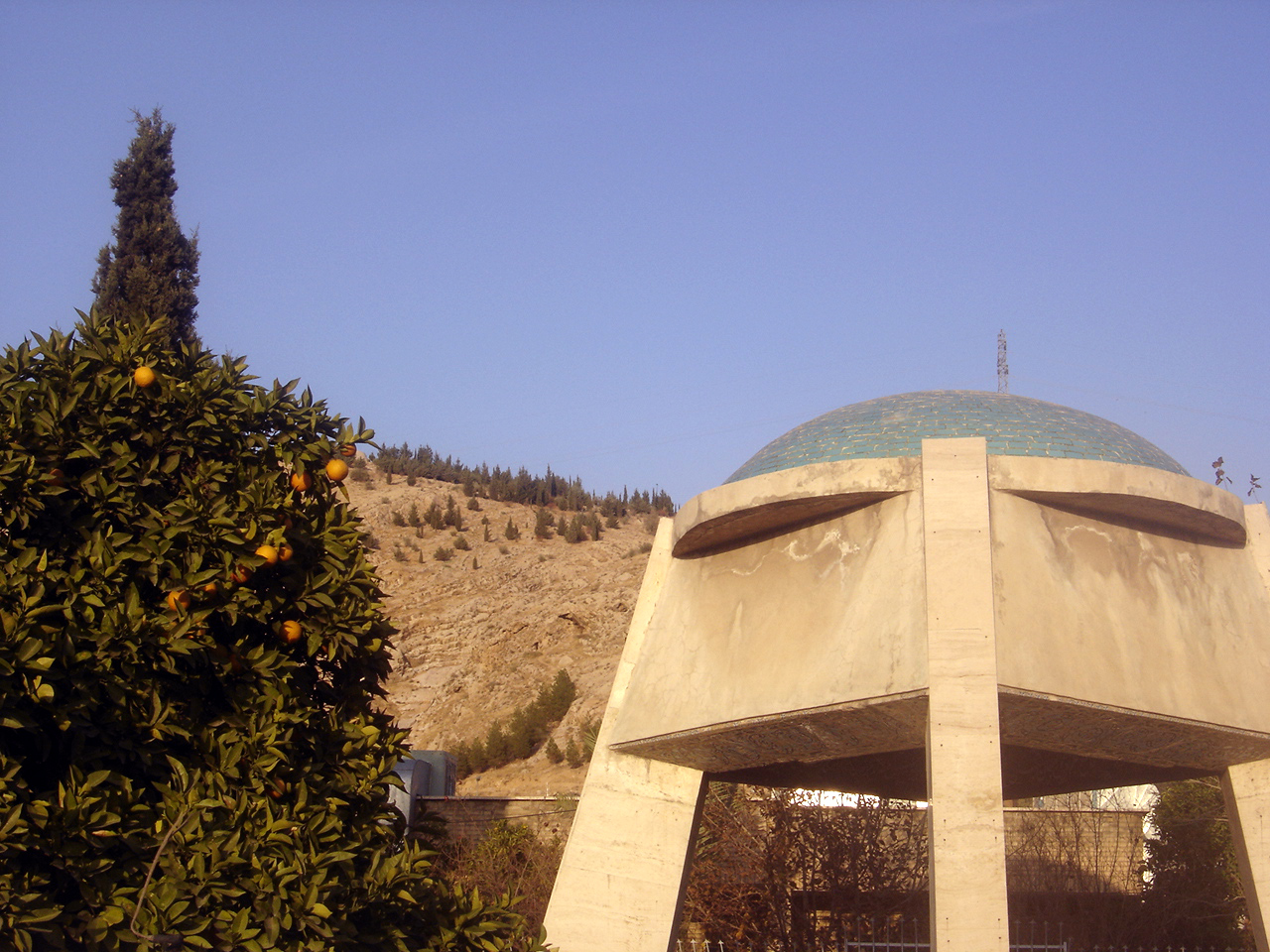
مقام شاه شجاع

## مواليد
- عبد الرحمان الثعالبي

## وفيات
- أكمل الدين البابرتي
- ابن شهاب الهمداني
- الشهيد الأول
- شاه شجاع
- شمس الدين الكرماني
- لطف الله النيسابوري